# Laura Müller
Laura Müller (Dudweiler, 11 december 1995) is een Duitse atlete, die zich heeft toegelegd op de sprint.

## Loopbaan
Op zevenjarige leeftijd begon Müller met atletiek, trainde aanvankelijk voor de meerkamp, maar specialiseerde zich op de 400 m. 
In 2016 kwam ze uit op de 4 x 400 m estafette op de Europese kampioenschappen in Amsterdam. Het Duitse viertal eindigde er als vijfde.

## Privé
Müller studeerde aan het gymnasium in Saarbrücken, een van de 40 speciale sportscholen van Duitsland.

## Titels
- Duits kampioene 200 m - 2017

## Persoonlijke records
Outdoor
| Onderdeel        | Prestatie           | Datum        | Plaats      |
| ---------------- | ------------------- | ------------ | ----------- |
| 100 m (+0,2 m/s) | 11,15 s             | 9 juni 2019  | Rehlingen   |
| 150 m (+0,1 m/s) | 17,32 s             | 17 mei 2015  | Pliezhausen |
| 200 m            | 22,65 s (- 0,8 m/s) | 29 juli 2016 | Erfurt      |
| 300 m            | 37,42 s             | 8 mei 2021   | Pliezhausen |
| 400 m            | 51,69 s             | 29 juli 2016 | Mannheim    |

Indoor
| Onderdeel | Prestatie | Datum            | Plaats   |
| --------- | --------- | ---------------- | -------- |
| 60 m      | 7,30 s    | 26 feb 2022      | Leipzig  |
| 200 m     | 23,34 s   | 27 feb 2022      | Leipzig  |
| 300 m     | 37,19 s   | 10 februari 2019 | Metz     |
| 400 m     | 52,60 s   | 21 feb 2021      | Dortmund |

## Palmares

### 200 m
- 2017:  Duitse kamp. - 22,65s
- 2018: 8e EK - 23,08 s

### 400 m
- 2013: 7e EK U20 - 53,49 s
- 2014: 4e WK U20 - 53,40 s
- 2015: 6e EK U23 - 52,45 s
- 2015:  Duitse kamp. - 52,51 s
- 2016:  Duitse kamp. - 53,03 s
- 2017:  Duitse kamp. - 22,65 s
- 2017:  EK U23 te Bydgoszcz - 52,42 s
- 2023:  FBK Games - 52,08 s

### 4 x 400 m
- 2013:  EK U20 - 3.33,40
- 2014:  WK U20 - 3.33,02
- 2015: 4e EK U23 - 3.32,01
- 2016: 5e EK - 3.27,60
- 2017:  EK U23 - 3.30,18
- 2017: 6e WK - 3.27,45
- 2018: 6e EK - 3.30,33
- 2021: 6e EK indoor - 3.31,47